# Inimica vis
Inimica vis, en español "La fuerza enemiga", es la cuadragésima quinta encíclica del papa León XIII, con la que el 8 de septiembre de 1892 se dirige a los obispos italianos pidiéndoles que actúen virilmente contra la masonería. En la misma encíclcia comunica a los obispos que ha escrito otra dirigida al pueblo italiano, pidiénles que la difundan entre sus fieles.

## Contexto histórico
La masonería había sido ya condenada por León XIII, en varias de sus encíclicas: en Etsi Nos, del 19 de febrero de 1882, había señalado el papel que,  tras la unificación italiana, estaba desempeñando la masonería en la actitud de Reino de Italia hacia la Iglesia. Dos años después. en Humanum genus, del 20 de abril de 1884, renovaba la condena de la masonería ya declaradas pos sus antecesores, en ella: "Denuncia el mal, propone remedios, lanza enérgicas advertencias, pero manteniéndose más bien a nivel de principios, moviéndose entre hechos contrastados".
Solo dos años después, el 8 de diciembre de 1892, el papa dirige al pueblo italiano la encíclcica Custodi di quella fede,  en ella -escrita en italiano- expone brevemente la amenazas que comporta la actuación de la masonería, y pide a los católicos que actúen con determinación para contrarrestar esos ataques. En esa misma fecha se dirige a los obispos de Italia, sobre este mismo tema, en ella les comunica también la encíclica que ha dirigido al pueblo italiano en ese mismo sentido, y les pide que la difundan entre sus fieles., 

## Contenido
Inimica vis, instinctu impulsuque mali daemonis cum christiano nomine sueta confligere, certos homines sibi semper adiunxit, in id consociatos, ut traditas divinitus doctrinas dedita opera pervertere, ipsamque christianam rempublicam distrahere funestis dissidiis conarentur
Las fuerzas adversas, que la instigación y el impulso del genio maligno impulsan a combatir el nombre cristiano, siempre han encontrado a ciertos hombres unidos entre sí, decididos a derrocar con su acción combinada las doctrinas divinamente inspiradas y a trastornar a la comunidad cristiana con funestas discordias.

Con estas palabras inicia el papa una nueva encíclica mostrando el modo en que la masonería trata de romper la unidad de los cristianos. Por esto, tras recordar que la masonería ha sido repetidamente condenada por los papas, alerta sobre la necesidad de una vigilancia prudente para evitar el contagio que podría producirse si no se ponen los medios necesarios para evitarlo. Destaca, además, el daño que produce la intervención del gobierno político cuando interviene en lo que corresponde a la Iglesia, por ejemplo cuandos e arroga competencia para disponer sobre los beneficios eclesiásticos. Con esto tratan de seducir a los sacerdotes. 

hecho, con este modo insinuante quieren hacer que los ministros del culto los apoyen, para luego poder distraerlos, una vez involucrados en el nuevo orden de cosas, del respeto debido a la autoridad legítima. Pero en esto parece que no conocen suficientemente la virtud de nuestros sacerdotes, quienes, probados durante mucho tiempo y de tantas maneras diferentes, siempre han dado luminosos ejemplos de integridad y de fe

Pero esa estrategia de los masones la aplican en otros campos, y el papa muestra su dolor al darse cuenta de que muchas personas movidas por el interés o la ambición se unen a a la secta o le prestan ayuda. Por esto exhorta a los obispos a quien dirige la carta para que pongan todos los medios para sacar a estas personas de su error; también a aquellos  que han podido favorecer a empresas masónicas, solo por debilidad o falta de consejo. Por esto el papa recuerda las palabras de su antecesor Félix III:

No resistir al error es aprobarlo... La verdad que no se defiende, se traiciona... No se está exento de culpa en materia de sociedades secretas, cuando no se logra evitar una evidente mala acción.

También hay que ayudar a los que seducidos por las apariencias y los halagos se han dejado arrastrar por la masonería. Hay que porner los medios para que con una adecuada atención pastoral y la gracia de Dios, abandonen sus errores. En todo caso, no basta avisar de estos pelirgros y desenmascarar hay que plantar batalla con las armas que proporciona la fe.

Y para esto, Venerables Hermanos, debéis inflamar los espíritus con persuasión, exhortaciones y ejemplo: debéis ejercitar en medio del clero y del pueblo un celo activo, constante, intrépido, como lo vemos muchas veces brillar en los católicos de otros países.

Tal como anuncia en esta encíclica, ante la gravedad de la situación, el papa con esa misma fecha, ha dirigido una carta a todo el pueblo italiano; pidiéndole a los obispos qu la difundan lo más ampliamente posible, y en los casos en que sea oportuno, añadan los comentarios que sean adecuados. De este modo, con la ayuda de Dios, al entender los males que acarrean la acción de la masonería, pongan los remedios que se les indican.